# Microtalis epimetalla
Microtalis epimetalla är en fjärilsart som beskrevs av Turner 1911. Microtalis epimetalla ingår i släktet Microtalis och familjen Crambidae. Inga underarter finns listade i Catalogue of Life.